# Erik Johan Gabriel Oxenstierna
Erik Johan Gabriel Oxenstierna af Korsholm och Wasa, född 28 juni 1790 i Söderby-Karls församling, Uppsala län, död 10 juli 1843 i Uppsala, Uppsala län, var en svensk militär och hovfunktionär.

## Biografi
Erik Johan Gabriel Oxenstierna af Korsholm och Wasa föddes 1790 i Söderby-Karls socken. Han var son till hovrättsrådet Axel Fredrik Oxenstierna och Emerentia Maria Bäck. Oxenstierna blev 6 maj 1807 volontär vid Fortifikationen och blev 1 juli 1807 page hos änkedrottningen Sofia Magdalena. Han blev 19 april 1809 underlöjtnant vid Värmlands fältjägarbataljon, 15 januari 1811 fänrik vid Andra livgardet och 12 maj 1814 löjtnant. Oxenstierna tilldelades 12 maj 1814 GMtf och blev 12 december 1815 löjtnant och adjutant vid Andra livgardet. Han blev 30 april 1816 kapten i arméns generalstab och 18 februari 1817 kavaljer hos prinsessan Sofia Albertina. Oxenstierna blev 24 juni 1829 kapten vid gardet, 8 maj 1821 major vid generalstaben, 23 april 1822 tredje major vid Södermanlands regemente och blev 17 juli 1824 ledamot av Svärdsorden. Han blev 14 september 1824 andre major vid Södermanlands regemente, 11 maj 1826 överstelöjtnant i armén och blev 20 oktober 1826 kabinettskammarherre. Oxenstierna fick 28 maj 1828 avsked från regementet med till stånd att kvarstå som överstelöjtnant i armén. Han avled 1843 i Uppsala.

### Familj
Oxenstierna gifte sig 5 oktober 1820 på Tureholm i Trosa landsförsamling med grevinnan Eva Fredrika Bielke (1796–1863),dotter till kornetten greve Gustaf Thure Bielke och Charlotta Catharina Hård af Segerstad. De fick tillsammans barnen Sofia Albertina Charlotta Maria Gabriella Oxenstierna (1821–1864) och kabinettskammarherren Axel Oxenstierna (1823–1875).